# Jugement de Paris (vin)
Pour les articles homonymes, voir Jugement de Pâris (homonymie).
Le Jugement de Paris, parfois aussi appelé la dégustation de 1976, est le nom donné à un concours de vin qu'organisèrent le 24 mai 1976 à l'hôtel InterContinental de Paris le marchand de vin britannique Steven Spurrier et l'Américaine Patricia Gallagher, raconté par le journaliste George Taber dans un livre du même nom. Prenant comme prétexte la célébration du bicentenaire de l'Indépendance américaine, la dégustation se fit à l'aveugle, rassemblant des vins français et californiens, des blancs à base de chardonnay et des rouges à base de cabernet sauvignon. Spurrier, alors propriétaire des Caves de la Madeleine à Paris, ne vendait pratiquement que des vins français et ne pensait pas que les vins californiens pourraient gagner.

## Les juges
Les onze juges choisis pour la dégustation étaient Odette Kahn, rédactrice en chef de la Revue du vin de France, Jean-Claude Vrinat du restaurant Taillevent, Raymond Oliver du restaurant Le Grand Véfour, le sommelier Christian Vanneque de La Tour d’Argent, Aubert de Villaine du domaine de la Romanée-Conti, Pierre Tari de Château Giscours, Pierre Bréjoux de l’Institut national des Appellations d’origine, Michel Dovaz de l’Institut du vin, Claude Dubois-Millot de Gault-Millau, et enfin les organisateurs de l’événement, Steven Spurrier et Patricia Gallagher de l’Académie du vin, une école d’œnophilie fondée par Spurrier. Spurrier et Gallagher notèrent également les vins dégustés, mais seuls les votes des juges français furent comptés dans le compte final. La dégustation se fit à l’aveugle, dans des bouteilles neutres, afin de ne pas révéler aux juges la nationalité du vin qu’ils goûtaient.
Spurrier demanda aux juges de noter les vins sur 20, selon quatre critères : couleur et clarté, nez, bouche et harmonie. Un verre de chablis 1974 fut servi aux juges pour les mettre en bouche.

## Résultats
Les vins blancs furent goûtés en premier. La comparaison se fit entre vins à base de chardonnay, opposant des bourgognes à des vins californiens du même cépage. La moyenne des notes obtenues (sur 20) est indiquée après chaque vin.

### Vins blancs (chardonnay)
1. États-Unis - Chateau Montelena 1973 (œnologue : Mike Grgich) - 14,4
2. France - Roulot (meursault Charmes) 1973 - 14,05
3. États-Unis - Chalone Vineyard (en) 1974 - 13,44
4. États-Unis - Spring Mountain Vineyards (en) 1973 - 11,55
5. France - Joseph Drouhin Le Clos des Mouches (beaune) 1973 - 11,22
6. États-Unis - Freemark Abbey Winery (en) 1972 - 11,11
7. France - Ramonet-Prudhon (bâtard-montrachet) 1973 - 10,44
8. France - Domaine Leflaive Les Pucelles (puligny-montrachet) 1972 - 9,88
9. États-Unis - Veedercrest Vineyards 1972 - 9,77
10. États-Unis - David Bruce Winery (en) 1973 - 4,66

Selon Taber, le seul journaliste à être présent à l'événement, les juges affichèrent leur confusion dès les premiers vins servis. « Il s'agit clairement d'un californien, il n'a pas de nez », déclara Dubois-Millot après avoir goûté un bâtard-montrachet 1973, qui reconnut après la dégustation des blancs (mais avant l'annonce des résultats) : « Nous pensions reconnaître des vins français alors qu'il s'agissait de californiens, et vice-versa ». Le chardonnay de David Bruce fut jugé sévèrement par l'ensemble des juges. Pierre Bréjoux lui donna un zéro, et Odette Kahn un 1 sur 20.
Spurrier avait prévu d'annoncer l'ensemble des résultats à la fin de la dégustation, mais décida de les lire avant d'entamer les vins rouges. Les onze juges donnèrent tous leurs meilleures notes à un vin californien, Chateau Montelena et Chalone recueillant respectivement six et trois des meilleures notes accordées individuellement. Chateau Montelena accumula un score de 132 points, devant le meursault Charmes Roulot, recueillant lui 126,5 points. Selon Taber, l'annonce des notes fut un choc pour l'ensemble des juges.

### Vins rouges (majoritaire cabernet sauvignon)
Les juges se montrèrent moins bavards lors de la dégustation des vins rouges. Trois des bordeaux du concours étaient un millésime 1970, identifié par le Conseil interprofessionnel du vin de Bordeaux comme parmi les meilleurs au cours des 45 dernières années. Le quatrième bordeaux était un 1971, un millésime décrit par le Conseil comme « très bon ». Selon Taber, Spurrier avait choisi des bordeaux qu'il pensait voir éclipser facilement les rouges californiens — il s'agissait également pour le marchand de vin d'un coup de publicité.
1. États-Unis - Stag's Leap Wine Cellars 1973 – 14,14
2. France - Château Mouton-Rothschild (pauillac) 1970 – 14,09
3. France - Château Montrose (saint-estèphe) 1970 – 13,64
4. France - Château Haut-Brion (pessac-léognan) 1970 – 13,23
5. États-Unis - Ridge Vineyards (en) Monte Bello 1971 – 12,14
6. France - Château Léoville Las Cases (saint-julien) 1971 – 11,18
7. États-Unis - Heitz Wine Cellars (en) 'Martha's Vineyard' 1970 – 10,36
8. États-Unis - Clos Du Val Winery (en) 1972 – 10,14
9. États-Unis - Mayacamas Vineyards (en) 1971 – 9,77
10. États-Unis - Freemark Abbey Winery (en) 1967 – 9,64

Les résultats furent plus serrés pour les rouges, le Stag's Leap ne gagnant la première place qu'à un point et demi près (127,5) devant le premier bordeaux. En fait, ce vin n'a été le premier choix que de quatre des onze juges.
L'un des juges, Odette Kahn (qui accorda ses deux meilleures notes à deux vins californiens), tenta de récupérer son bulletin à la fin de l'événement. Spurrier déclina la requête, à la suite de quoi elle refusa de lui parler, sauf à une occasion où elle l'accusa d'avoir falsifié les résultats de la dégustation. L'un des viticulteurs lauréats, Warren Winiarski de Stag's Leap, reçut des lettres de producteurs français dénonçant les résultats comme un coup de chance. Certains juges ayant participé à la dégustation refusaient toujours d'en parler en 2005.
George M. Taber, le journaliste du magazine Time présent à l'événement, relata la dégustation et ses résultats dans un court article. Il fut boudé pendant un an en représailles par les représentants du secteur vinicole français.
L'événement fut quasi ignoré par la presse française. Trois mois plus tard, Le Figaro publia un article intitulé « La guerre des crus a-t-elle eu lieu ? », qualifiant les résultats de « risibles » et « ne pouvant être pris au sérieux ». Six mois après la dégustation, un article au ton similaire parut dans Le Monde.
Le New York Times rapporta que plusieurs dégustations avaient eu lieu auparavant aux États-Unis, jugeant les chardonnays américains supérieurs à leurs rivaux français. L'une de ces dégustations eut lieu à New York seulement six mois avant celle de Paris, mais les « partisans des vins français arguèrent que les dégustateurs étaient des Américains avec un penchant subjectif pour les vins américains. De plus, ajoutèrent-ils, restait la possibilité que les vins de Bourgogne aient souffert pendant leur long voyage à partir des caves françaises. »

## Analyse des résultats de 1976
Certains critiques ont avancé que les dégustations manquaient de rigueur scientifique. Spurrier même déclara que « Les résultats d'une dégustation à l'aveugle ne peuvent pas être prédits et ne pourront même pas être reproduits le lendemain par les mêmes juges goûtant les mêmes vins ». La thèse de doctorat très controversée que Frédéric Brochet présenta sur son analyse de la dégustation tend à aller dans le sens de l'opinion de Spurrier, documentant la subjectivité à laquelle sont soumis les œnophiles,.
Les notes de 1976 étaient basées sur une moyenne des scores numériques. Dans le magazine Decanter d'août 1996, Spurrier déclare avoir donc ajouté les notes de juges, divisant ensuite le total par le nombre de notes (9). Il ajoute qu'on lui reprocha par la suite cette méthode, jugée statistiquement sans grande valeur.
Orley Ashenfelter et Richard E. Quandt analysèrent les résultats des onze juges en utilisant une méthode différente, et incluant dans leur analyse les méthodes de notation des juges, certains ayant attribué leurs notes sur une échelle relativement large, tandis que d'autres préférèrent une notation plus sévère. Le classement qui en résulta est le suivant :
1. États-Unis - Stag's Leap Wine Cellars 1973
2. France - Château Montrose 1970
3. France - Château Mouton-Rothschild 1970
4. France - Château Haut-Brion 1970
5. États-Unis - Ridge Monte Bello 1971
6. États-Unis - Heitz Wine Cellars 1970
7. France - Château Léoville Las Cases 1971
8. États-Unis - Freemark Abbey Winery 1969
9. États-Unis - Mayacamas Vineyards 1971
10. États-Unis - Clos du Val Winery 1972

Ashenfelter et Quandt séparent les vins en trois catégories statistiques. En haut, le Stag's Leap 1973 et le Montrose 1970. Le second groupe regroupe le plus gros des vins restants (3 à 9).

## Reconstitutions
Certains critiques avancèrent que les vins rouges français vieilliraient mieux que leurs homologues californiens. Plusieurs reconstitutions eurent lieu pour tester cette théorie.

### Dégustation de San Francisco en 1978
La dégustation de San Francisco de 1978 eut lieu 20 mois après celle de Paris. Steven Spurrier s'y déplaça de la capitale française pour participer aux évaluations, qui eurent lieu au Vintners Club.
Le 11 janvier 1978, 98 juges dégustèrent à l'aveugle les mêmes vins blancs qui furent goûtés à Paris.
1. États-Unis - Chalone Winery 1974
2. États-Unis - Chateau Montelena 1973
3. États-Unis - Spring Mountain Vineyard 1973
4. France - Domaine Leflaive Les Pucelles (puligny-montrachet) 1972

Le meursault Charmes Roulot 1973, le beaune Clos des Mouches Joseph Drouhin 1973 et le bâtard-montrachet Ramonet-Prudhon 1973 arrivèrent en bas du classement.
Le 12 janvier, 99 juges dégustèrent les cabernet sauvignons.
1. États-Unis - Stag's Leap Wine Cellars 1973
2. États-Unis - Heitz Wine Cellars Martha’s Vineyard 1970
3. États-Unis - Ridge Vineyards Monte Bello 1971
4. France - Château Mouton Rothschild 1970

Les Château Montrose 1970, Haut-Brion 1970 et Léoville Las Cases 1971 arrivèrent en bas du classement.

### Dégustations duXeanniversaire
Deux dégustations eurent lieu le jour du dixième anniversaire du fameux Jugement de Paris. Les vins blancs ne furent pas goûtés, le consensus étant qu'ils auraient mal vieilli.

#### Dégustation du French Culinary Institute en 1986
Steven Spurrier, qui organisa la dégustation originelle, contribua à cet événement. Huit juges dégustèrent à l'aveugle neuf des dix vins évalués.
Résultats
1. États-Unis - Clos Du Val Winery  1972
2. États-Unis - Ridge Vineyards Monte Bello
3. France - Château Montrose
4. France - Château Léoville Las Cases 1971
5. France - Château Mouton Rothschild 1970
6. États-Unis - Stag's Leap Wine Cellars 1973
7. États-Unis - Heitz Wine Cellars 1970
8. États-Unis - Mayacamas Vineyards 1971
9. France - Château Haut-Brion

#### Dégustation deWine Spectatoren 1986
Quatre des juges étaient des experts du magazine américain Wine Spectator, les deux autres n'appartenant pas à la rédaction. La dégustation se fit à l'aveugle.
Résultats
1. États-Unis - Heitz Wine Cellars 1970
2. États-Unis - Mayacamas Vineyards 1971
3. États-Unis - Ridge Vineyards Monte Bello
4. États-Unis - Stag's Leap Wine Cellars 1973
5. États-Unis - Clos Du Val Winery  1972
6. France - Château Montrose 1970
7. France - Château Mouton Rothschild 1970
8. France - Château Léoville Las Cases 1971
9. États-Unis - Freemark Abbey Winery 1967
10. France - Château Haut-Brion 1970

### Dégustation duXXXeanniversaire
Une reconstitution de la dégustation pour en célébrer le XXXe anniversaire fut organisée en 2006 par Steven Spurrier des deux côtés de l'Atlantique, l'un dans la vallée de Napa et l'autre à Londres, avec 9 juges de chaque côté, plus 31 dégustateurs dont les scores furent comptabilisés séparément. Certains critiques pensaient que les vins californiens auraient moins bien vieilli que les vins français. Les juges des deux continents récompensèrent un cabernet Ridge Monte Bello 1971 de la meilleure note. Quatre autres rouges californiens occupèrent le haut du classement, suivis par les bordeaux, un Château Mouton-Rothschild 1970 arrivant sixième. Le résultat fut qualifié d'« incompréhensible » par Michel Dovaz.
Résultats
1. États-Unis - Ridge Vineyards Monte Bello 1971
2. États-Unis - Stag's Leap Wine Cellars 1973
3. États-Unis - Mayacamas Vineyards 1971 (ex aequo) et Heitz Wine Cellars 'Martha's Vineyard' 1970 (ex aequo)
4. États-Unis - Clos Du Val Winery 1972
5. France - Château Mouton-Rothschild 1970
6. France - Château Montrose 1970
7. France - Château Haut-Brion 1970
8. France - Château Léoville Las Cases 1971
9. États-Unis - Freemark Abbey Winery 1967

La seconde partie de l'événement consista à goûter des millésimes récents des mêmes vins (lorsqu'ils étaient disponibles) ou de crus similaires, mais cette dégustation ne put se faire entièrement à l'aveugle, les juges étant informés au préalable sur la nationalité des vins qu'ils goûtaient, et les deux groupes furent notés séparément. Les viticulteurs bordelais et certains Californiens avaient en effet refusé le principe d'une dégustation à l'aveugle. Par ailleurs, Grgich Hills Cellar, le domaine de Mike Grgich, vinificateur du chardonnay 1973 de Chateau Montelena, fut remarquablement absent, Jim Barret, le propriétaire de Chateau Montelena, ayant insisté pour que seul l'un des domaines soit présent, mais pas les deux. Les régions viticoles américaines (AVA) correspondantes pour les vins américains figurent entre parenthèses.
Résultats cabernet sauvignons californiens
1. États-Unis - Ridge Monte Bello (California) 2000
2. États-Unis - Stag's Leap Wine Cellars (Napa Valley) Cask 23 2001
3. États-Unis - Staglin Family Vineyard (Rutherford) 2001
4. États-Unis - Ex aequo : Shafer Hillside Select (Stag's Leap District) 2001 et Joseph Phelps Insignia (Napa Valley) 2002
5. États-Unis - Clos du Val Reserve (Napa Valley) 2000

Résultats bordeaux
1. France - Château Margaux 2000

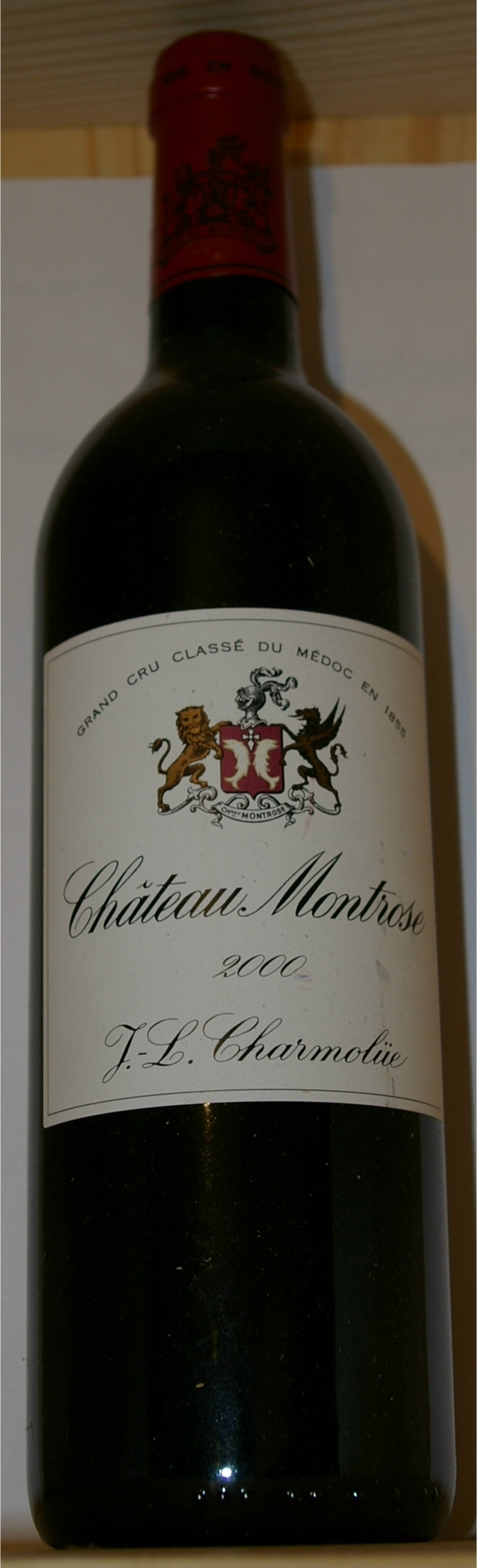
Une bouteille de Château Montrose 2000.

2. France - Château Rauzan-Ségla (Margaux) 2000
3. France - Château Montrose (Saint-Estèphe) 2000
4. France - Château Latour (Pauillac) 2000
5. France - Château Léoville Las Cases (Saint-Julien) 2001
6. France - Château Haut-Brion (Pessac-Léognan) 2000

Résultats chardonnays californiens
1. États-Unis - Talley Rosemary's Vineyard (Arroyo Grande) 2002
2. États-Unis - Ramey Hyde Vineyard (Carneros) 2002
3. États-Unis - Patz & Hall Hyde Vineyard (Carneros) 2004
4. États-Unis - Chateau Montelena (Napa Valley) 2003
5. États-Unis - Peter Michael Point Rouge (Sonoma County) 2003
6. États-Unis - Mount Eden Vineyards (Santa Cruz Mountains) 2002

Résultats bourgognes blancs
1. France - Domaine Leflaive Les Pucelles (puligny-montrachet) 2002
2. France - Domaine Drouhin Clos des Mouches (beaune) 2002
3. France - Maison Louis Jadot Les Caillerets (chassagne-montrachet) 2002
4. France - Domaine Roulot (meursault Charmes) 2002
5. France - Louis Latour (bâtard-montrachet) 2002
6. France - Bonneau du Martray (corton-charlemagne) 2003

## Le Jugement de Montréal (2009)
Au début de 2009, un groupe d'experts réunis par le magazine québécois Cellier a repris l'exercice en y ajoutant une touche plus internationale. Opposant comme le veut la tradition une série de grands rouges et de grands blancs français et californiens, la dégustation à l'aveugle a également mis en cause (à l'insu des dégustateurs) cinq intrus, deux parmi les rouges (Mas la Plana et Cabernet Sauvignon Pepper Bridge) et trois parmi les blancs (Chardonnay Kumeu River, Chardonnay Roxburgh de Rosemount Estate et Chardonnay Claystone Terrace du Clos Jordanne). 
Pour la première fois que de telles reproductions du Jugement de Paris ont lieu à travers le monde, les bordeaux rouges ont sans équivoque supplanté leurs homologues américains. Du côté des blancs, à la grande surprise de tous, le chardonnay du Niagara (Clos Jordanne) est arrivé devant, notamment, le Clos des Mouches de Joseph Drouhin ainsi que le fameux Château Montelena.

## Impact
La dégustation de 1976 eut un impact révolutionnaire sur la production et le prestige des vins du Nouveau Monde. Le premier effet fut une augmentation quasi immédiate du prix des vins californiens. Les crus présents à la dégustation de 1976 furent rapidement épuisés chez la plupart des marchands de vin, notamment après la publication d'articles (enjolivant souvent l'événement) dans des journaux tels que le New York Times et le Los Angeles Times.
Le prestige accordé au chardonnay de Chateau Montelena permit à Mike Grgich de lancer son propre domaine l'année suivante. Chateau Montelena reste à ce jour parmi les noms les plus prestigieux de la vallée de Napa, ainsi que Stag's Leap Wine Cellars (à ne pas confondre avec son concurrent et presque homonyme Stag's Leap Winery), qui s'est imposé comme l'un des domaines de Napa les plus renommés, et a été acquis pour 185 millions de dollars par une coentreprise entre le domaine Ste. Michelle Wine Estates de Washington et l'Italien Marchese Piero Antinori. Ridge Vineyards reste un nom très respecté en Californie, ainsi que Mayacamas Vineyards, qui sont toujours gérés par Bob Travers et son fils, et ne commercialisent leurs millésimes que lorsqu'ils les estiment prêts à être bus. Chalone Vineyard a été acquis en 2005 par le groupe Diageo et Kendall-Jackson a racheté Freemark Abbey l'année suivante à travers l'acquisition de Legacy Estates Group. 
Jusqu'alors, la France était généralement considérée comme le pays producteur incontesté des meilleurs vins du monde. Selon Taber, l'événement donna aussi au secteur vinicole français l'occasion « de remettre en question des traditions résultant parfois de l'accumulation d'habitudes et de la convenance, et de réexaminer des convictions qui tenaient davantage du mythe ». De nombreux viticulteurs et professionnels du secteur européens commencèrent à visiter la Californie pour la première fois. Le résultat fut vu par d'autres comme bénéfique à long terme, résultant en une amélioration du vin à travers le monde au bénéfice des consommateurs.
Le 23 juillet 2008 a été annoncé le rachat de Chateau Montelena par le grand cru classé bordelais de Saint-Estèphe, Château Cos d'Estournel. Cette acquisition a toutefois été remise en cause et finalement annulée en novembre 2008, l'acheteur n'ayant pas pu remplir ses obligations.
Comme l'explique Arthur Choko dans son ouvrage L'amour du vin à propos de ce type de compétition internationale dont le but est de vendre du sensationnel à des amateurs peu avertis ou aux partisans du reclassement des vins de Bordeaux : « Que le négociant qui a fourni ces vins change vite d'acheteur pour la sélection de sa collection ! Si en France, on n'est pas capable de trouver un vin qui surclasse les vins étrangers c'est que l'on est incompétent ou, alors, c'est qu'on le fait exprès ». Et l'auteur de conclure : « Nous sommes là bien loin de la réalité et il faut reconnaître que le profane a du mal à s'y retrouver dans toutes ces remises en cause plus ou moins artificielles ».
Quant à Paolo Basso, champion d'Europe et vice-champion du monde des sommeliers en 2010, il n'hésite pas expliquer : « Le Jugement de Paris ne s’est pas joué à la loyale. Les vins californiens sont très vite accessibles. À l’époque, un bon vin de Bordeaux commençait à se révéler après une dizaine d’années. On disait d’ailleurs qu'un père faisait sa cave pour son fils. Les choses changent. Avec les millésimes 2005 et 2009, les bordeaux se rapprochent des vins de la Napa Valley. Il y a une volonté claire de séduire de nouveaux consommateurs en quête de puissance. À l’inverse, certains crus californiens se rapprochent des bordeaux avec le développement de joint-ventures transatlantiques ».

## Le livre
La version française du livre de George M. Taber, Le Jugement de Paris, est sortie en librairie à la fin de 2008 aux éditions Gutenberg.

## Adaptation cinématographique
La dégustation de 1976 et ses conséquences ont fait l'objet d'une adaptation cinématographique, Bottle Shock sélectionnée au festival du film de Sundance. Alan Rickman y tient le rôle de Steven Spurrier, qui travaillait lui sur un projet concurrent, Judgment of Paris, basé sur le livre de George Taber. Le marchand de vin britannique s'est dit furieux de la façon dont il est représenté dans Bottle Shock, et a menacé les producteurs du film de représailles juridiques.
Le film est une interprétation pour le moins très romancée des personnages et de l'événement : le personnage de Mike Grgich, à l'origine devant être incarné par Danny DeVito, est complètement oublié, et la dégustation y est représentée en plein air, dans la campagne francilienne, un paysage plus bucolique que la salle de réception anonyme d'un hôtel parisien. Bo Barrett, le fils du propriétaire de Chateau Montelena, y tient un rôle clé, et le plus gros de la production (y compris les scènes de rue parisiennes) eut lieu dans le comté de Sonoma.